# Hyalinoecia tenuissima
Hyalinoecia tenuissima är en ringmaskart som först beskrevs av Grube 1868.  Hyalinoecia tenuissima ingår i släktet Hyalinoecia och familjen Onuphidae. Inga underarter finns listade i Catalogue of Life.